# Phytocrene integerrima
Phytocrene integerrima är en tvåhjärtbladig växtart som först beskrevs av Carl Ludwig von Blume, och fick sitt nu gällande namn av A.J.G.H. Kostermans. Phytocrene integerrima ingår i släktet Phytocrene och familjen Icacinaceae. Inga underarter finns listade i Catalogue of Life.